# Tan feliz
"Tan Feliz" (em português: Tão Feliz) é um single oficial da carreira do cantor pop norte-americano Pee Wee. A canção foi lançada em como segundo single promocional de seu álbum de estreia, Yo Soy em 9 de setembro de 2009, sem êxito evidente. Em 2010 a canção ganhou uma nova versão com a participação da cantora brasileira Kelly Key, sendo o segundo single oficial retirado pelo segundo álbum de estúdio do cantor, intitulado Déjate Querer, foi lançado em 4 de fevereiro de 2011 no México, Brasil, dentre outros países da América Latina.

## Antecedentes

### Álbum Yo Soy
Em 11 de agosto de 2009, Pee Wee lançou seu primeiro álbum, intitulado Yo Soy, produzido por Carlos Lara, Norgie Noriega,  Kike Santander e Francisco Saldaña, da dupla Luny Tunes, no qual trazia em sua tracklist a "Tan Feliz", em sua versão original. A canção foi lançada como um single promocional entre os singles oficiais "Cumbayá" e Quédate", em 9 de setembro de 2009, não alcançando êxitos evidentes nas paradas do México. Porém a canção foi integrada a trilha sonora da novela em que o cantor participava como um dos protagonistas, Camaleones, produção da Televisa. Um videoclipe foi gravado com cenas do Colégio San Bartolomé, cenário de Camaleones, trazendo aparições de alguns atores da novela como Sherlyn e Ferdinando Valencia, para promoção de sua telenovela. Em 19 de janeiro de 2010 Pee Wee fechou a divulgação de seu primeiro álbum, passando a gravar seu segundo trabalho, com previsão para o final do mesmo ano.

### Convite à Kelly Key
Em 25 de fevereiro de 2010 a cantora Kelly Key anunciou que os empresários de Pee Wee haviam-na procurado para uma participação no segundo álbum do cantor. Em 13 de abril a cantora voltou a conversar sobre o assunto, desta vez no Twitter, dizendo que as negociações estariam em andamento para serem fechadas. Em 23 de agosto de 2010 Pee Wee anunciou o nome de seu segundo álbum, Déjate Querer, confirmando novamente a canção "Tan Feliz" em seu novo trabalho, desta vez com uma nova roupagem, trazendo uma nova produção e a participação da cantora brasileira Kelly Key. Em 31 de agosto iniciaram-se as gravações da canção, primeiramente gravada em duas partes, uma em espanhol e uma em português, seguida pela gravação da canção toda em espanhol, para seu lançamento específico no Brasil e no México e toda América Latina. Em 9 de setembro em entrevista ao site MSN, a cantora comentou sobre Pee Wee:
| “ | Pee Wee é bem famoso lá fora, participou de uma novela mexicana, 'Camaleones', que foi sucesso recentemente. Ele ficou conhecido ao vencer o reality show "El Show de Los Sueños", em 2008, algo como o "Ídolos". | ” |

Em 23 de outubro de 2009, em entrevista à UOL, o cantor anunciou a vinda ao Brasil para gravar a canção. Em 25 de outubro o cantor declarou que em sua visita ao Brasil finalizaria as gravações da parceria, entrando em pós-produção. Em 5 de novembro, último dia do cantor no Brasil, Pee Wee e Kelly Key estiveram em um jantar juntos para decidir o lançamento do single, em janeiro de 2011.

## Composição e desenvolvimento
Composto por Pee Wee em parceria com os compositores Norgie Noriega e Francisco Saldaña, além de trazer os versos em português escritos por Kelly Key, o single foi produzido pela dupla de produtores da República Dominicana Luny Tunes, responsáveis por diversas composições e produções para cantores como "Danza Kuduro" de Don Omar, "Burn It Up" da dupla Wisin & Yandel e o sucesso "Gasolina" de Daddy Yankee. A canção explora o tema do amor verdadeiro e sutil, representado por um personagem que aponta à sua paixão os pontos fortes do amor e expondo seus sentimentos, lutando ainda para juntos vencerem a medo de entrega que o segundo personagem tem

## Videoclipe
Em 2 de setembro de 2010, durante entrevista à pagina de entretenimento do site MSN, Kelly Key confirmou que gravaria um videoclipe ao lado do cantor norte-americano Pee Wee, porém naquela ocasião a cantora não deu maiores especificações, apenas dizendo: "Tenho que me controlar para não dar detalhes. Eu me empolgo e saio falando tudo antes da hora". Em 9 de outubro, em uma nova entrevista, desta vez ao site de entretenimento da Rede Globo, EGO, Kelly declarou que as gravações do videoclipe com Pee Wee seriam realizadas em dezembro, na cidade de Miami, nos Estados Unidos. O videoclipe seria dirigido por Adria Petty, diretora americana responsável por trabalhar em videoclipes como Mercy de Duffy e Sweet Dreams da cantora americana Beyoncé, porém acabou nunca se realizando após o arquivamento dos trabalhos no disco de Pee Wee.

## Lista de faixas
Single Promocional
1. "Tan Feliz" – 3:45
2. "Tan Feliz" – Radio Edit 3:30

Single Oficial (Brasil)
1. "Tan Feliz" (feat. Kelly Key) – 3:50
2. "Tan Feliz" (feat. Kelly Key) – Radio Edit 3:44

## Posições
| Paradas (2011)    | Melhor posição |
| ----------------- | -------------- |
| Paraguai — Top 40 | 5              |

## Histórico de lançamento
| País           | Data                   | Formato                              | Versão       | Gravadora |
| -------------- | ---------------------- | ------------------------------------ | ------------ | --------- |
| México         | 6 de setembro de 2009  | donwload digital                     | Promocional1 | EMI       |
| Brasil         | 4 de fevereiro de 2011 | CD single, Airplay, download digital | Oficial2     | EMI       |
| México         | 4 de fevereiro de 2011 | CD single, Airplay, download digital | Oficial2     | EMI       |
| América Latina | 4 de fevereiro de 2011 | CD single, Airplay, download digital | Oficial2     | EMI       |

- 2 — álbum Déjate Querer